# Natura morta con custodia di sax. Storie di jazz
Natura morta con custodia di sax. Storie di jazz è un libro di Geoff Dyer del 1991, pubblicato in Italia nel 1993 dalla Instar Libri.

Si tratta di una delle opere più famose di Dyer, che ha vinto il Somerset Maugham Award nel 1992 e del quale il pianista Keith Jarrett disse:
(Keith Jarrett)

## Titolo
Il titolo originale But Beautiful, in italiano Però bello, fa riferimento allo standard omonimo, composto da Johnny Burke e Jimmy Van Heusen, che vanta moltissime registrazione da parti di famosissimi jazzisti. Il titolo italiano invece si riferisce alla famosa fotografia di Herman Leonard (Cappello e custodia del sax di Lester Young), riportata sulla copertina.

## Trama
È composto di sette storie, ognuna incentrata sulla biografia di un famoso personaggio della storia del jazz, intervallate dalla narrazione di un viaggio di trasferimento di Duke Ellington e del suo sassofonista Harry Carney. Corredato da una discografia di accompagnamento, a cura di Luciano Viotto, il libro cerca di comunicare un quadro di riferimento estetico ed esistenziale ove situare l'esperienza e la storia della musica jazz, l'autodistruzione e l'ispirazione che fanno da corona alla creatività. Il senso del libro è anche discusso nella postfazione, in sette parti, che è essenzialmente un saggio sul jazz scritto dall'autore.

## Musicisti trattati
- Duke Ellington e Harry Carney
- Lester Young
- Thelonious Monk
- Bud Powell
- Ben Webster
- Chet Baker
- Art Pepper
- Charles Mingus

## Edizioni
- Geoff Dyer, Natura morta con custodia di sax - Storie di jazz, traduzione di Riccardo Brazzale e Chiara Carraro, appendice discografica di Luciano Viotto, collana Saggia/Mente, Instar libri, 1993,  pp. 320, cap. 7, ISBN 88-461-0001-8.

- Per l'edizione in lingua originale: But Beautiful: A Book About Jazz ISBN 0-349-11005-0